# Geranomyia atlantica atlantica
Geranomyia atlantica là một phân loài ruồi của loài Geranomyia atlantica trong họ Limoniidae. Chúng phân bố ở miền Cổ bắc.